# Anne Schedeen
Anne Schedeen, nata Luanne Ruth Schedeen (Portland, 8 gennaio 1949), è un'attrice statunitense.

## Filmografia parziale

### Cinema
- Embryo, regia di Ralph Nelson (1976)
- Second Thoughts, regia di Lawrence Turman (1983)
- Omicidio a New Orleans (Heaven's Prisoners), regia di Phil Joanou (1996)

### Televisione
- Marcus Welby (Marcus Welby, M.D.) – serie TV, 12 episodi (1974-1976)
- Squadra emergenza (Emergency!) – serie TV, 6 episodi (1974-1976)
- In casa Lawrence (Family) – serie TV, 2 episodi (1977)
- Exo-Man, regia di Richard Irving – film TV (1977)
- Switch – serie TV, 2 episodi (1975-1978)
- Carrie e Peter, una storia d'amore (Champions: A Love Story), regia di John A. Alonzo – film TV (1979)
- Tre cuori in affitto (Three's Company) – serie TV, 5 episodi (1978-1982)
- Il profumo del successo (Paper Dolls) – serie TV, 13 episodi (1984)
- Simon & Simon – serie TV, 2 episodi (1982-1985)
- La signora in giallo (Murder, She Wrote) – serie TV, episodio 2x22 (1986)
- Slow Burn, regia di Matthew Chapman – film TV (1986)
- ALF – serie TV, 101 episodi (1986-1990)
- Perry Mason: Omicidio sull'asfalto (Perry Mason: The Case of the Maligned Mobster), regia di Ron Satlof – film TV (1991)
- Splendida e mortale (Praying Mantis), regia di James Keach – film TV (1993)
- Giudice Amy (Judging Amy) – serie TV, 3 episodi (2001)